# Nelson Shanks
John Nelson Shanks (Rochester, 23 december 1937 – Andalusia, 28 augustus 2015) was een Amerikaanse kunstenaar.

## Biografie
Shanks woonde vrijwel zijn gehele jeugd in Wilmington, Delaware. Hij studeerde aan het Kansas City Art Institute en in New York aan de National Academy of Design en de Art Students League. Hij specialiseerde zich in het schilderen van portretten en kende zijn meest succesvolle tijd in de jaren 90 van de twintigste eeuw. Hij gaf onder meer les aan de Memphis Academy of Arts, het Art Institute of Chicago en de Art Students League in New York. In 2015 overleed Shanks aan prostaatkanker.

## Werken
Zijn meest bekende werken zijn de portretten die hij in 1994 en 1996 maakte van prinses Diana. Daarnaast maakte hij onder meer werken van paus Johannes Paulus II, Luciano Pavarotti en Margaret Thatcher. Ook maakte hij een portret van Bill Clinton waarin hij op de achtergrond de schaduw van Monica Lewinsky heeft afgebeeld. De schilderijen van Shanks behoren tot de realistische schilderkunst.
- Gemeinsame Normdatei: 123682185
- International Standard Name Identifier: 0000 0000 7869 6408
- Library of Congress Control Number: n96119614
- SNAC: w6ms6snn
- Système universitaire de documentation: 070670218
- Union List of Artist Names: 500045107
- Virtual International Authority File: 95977806
- WorldCat: E39PBJm99Dw6kfpBDjYGvHRh73